# Сулье, Фредерик
Фредерик Сулье (фр. Frédéric Soulié, 24 декабря 1800, Фуа, Арьеж — 23 сентября 1847, Бьевр, провинция Намюр) — французский писатель и драматург.

## Биография
Сын служащего налогового управления. Его отец до Реставрации Бурбонов служил в наполеоновской армии и был бонапартистом. Политические взгляды отца оказали непосредственное воздействие на его сына, который с юности разделяет республиканские убеждения, а позднее принимает участие в революции 1830 года. Изучал право в Париже и Ренне, служил в Лавале. В 1824 году вышел в отставку и отправился в Париж заниматься литературой. Устроился там директором лесопилки, на которой работало более сотни человек — эта должность обеспечила ему безбедное существование. Начинал как поэт классической манеры, впоследствии представитель неистового романтизма, автор историко-авантюрных драм и романов, переводчик Шекспира (Ромео и Джульетта, 1828). Дружил с Гюго, Дюма, Бальзаком, Нервалем, Жаненом. Участвовал в революции 1830 года.

## Творчество
Автор ряда имевших успех исторических романов («Два трупа», 1831; «Граф Тулузский», 1832), в которых выступал против жестокостей монархического режима, фанатизма духовенства. От исторических романов Сулье перешёл к изображению современных нравов. В авантюрно-социальном романе «Мемуары дьявола» (1837—1838) выражались республиканские идеалы писателя и отрицательное отношение к режиму Июльской монархии. Сент-Бёв писал о Сулье: «Один из плодовитых романистов нашего времени г-н Фредерик Сулье открыл порядочное число не слишком богатых жил современного жанра и разработал их энергично и находчиво. Но слишком часто у него при всём его трудолюбии не видишь тонкости».
Один из создателей — наряду с Дюма (отцом), Бальзаком, Эженом Сю — жанра роман-фельетон. Оказал некоторое влияние на раннее творчество Ф. М. Достоевского, который особенно любил его роман «Мемуары Дьявола».

## Произведения

### Драмы
- Christine à Fontainebleau (1829)
- La famille de Lusigny (1832)
- Diane de Chivri (1839)
- Le proscrit (1839)
- Le fils de la folle (1839)
- L’ouvrier (1840)
- Gaëtan il Mammone (1842)
- Eulalie Pontois (1843)
- Les amans de Murcie, chronique du XIVe siècle (1844)
- La closerie des genêts (1846)

### Романы
- «Le vicomte de Béziers» (1834)
- «Le comte de Toulouse» (1835)
- «Les mémoires du diable» (Мемуары дьявола) (1837—1838)
- «Le lion amoureux» (1839)
- «Si jeunesse savait et si vi eillesse pouvait» (1841—1845)

## Признание
Имел огромный успех у современников. Одно из его стихотворений, переведенное на немецкий язык, положил на музыку Бетховен.

## Публикации на русском языке
- Львица: рассказ. СПб, 1840
- Мемуары дьявола М.: Ладомир; Наука. 2006 (Серия Литературные памятники)
- Герцог де Гиз. СПб: Лениздат, 2008